# Mikhaïl Segal
Mikhaïl Segal (en russe : Михаил Юрьевич Сегал), né le 3 janvier 1974 à Orel en URSS, est un réalisateur de cinéma, écrivain, scénariste, producteur, acteur et compositeur russe.

## Biographie
Mikhaïl Segal participe, déjà durant ses études, à l'atelier théâtral du Palais des  pionniers, écrit des pièces, monte des spectacles. Dès cette époque, il filme ses premiers courts métrages avec une caméra d'amateur. En 1994, il termine la faculté de réalisation cinématographique de l'Institut culturel d'Orel (cours de V. I. Simonenko). Il écrit des poèmes, des chansons, se produit avec son groupe Musique au toucher.
En 1995, il entre à la VGIK en faculté de réalisation (cours de V. Naoumova). Mais après une année il abandonne ses études et commence à filmer des clips vidéo. Son premier travail remarqué est Route de nuit avec le groupe Serga(1996). Puis il se lance dans la musique pop (avec Lolita, Iosif Kobzon, Vladimir Kouzmin).
En 2007, le clip du groupe Splin, Skaji remporte le prix de  MTV Russia Music Awards.
En 2002, il se lance dans la publicité. Il travaille pour Audi, Mitsubishi, Panasonic, LG, Ariel, IKEA, Alpen Gold, Pepsi, Fervex, Baltika et d'autres encore, 
En 2006, lors du  XXVIIIe Festival international du film de Moscou il présente son premier long métrage avec le film Franz+Polina basé sur le livre d'Alès Adamovitch intitulé Muet. C'est le récit d'une jeune-fille biélorusse et d'un soldat allemand Waffen-SS pendant la Seconde Guerre mondiale. Le film obtient de nombreux prix dans des festivals internationaux en Allemagne, en France, en Pologne, en Suisse, au Canada, en Chine notamment. 
En 2010, aux éditions ACT paraît le livre en prose Jeunesse accompagné sur Internet d'une vidéo en ligne montrant les musiciens qui ont tourné  des clips avec Segal.
En 2011, Segal réalise un court métrage sur base d'un de ses récits Le monde des boulons, qui est consacré comme meilleur court métrage du festival ouvert de cinéma russe Kinotavr à Sotchi en 2011. L'été de la même année il réalise encore un film long métrage à partir de trois nouvelles intitulé Récits, qui reçoit le prix du meilleur scénario au Kinotavr de 2012. En 2012, encore, les éditions ACT publient le livre intitulé Récits. 
En 2014, sort le troisième long métrage de Segal : Film sur Alexeev dont le rôle principal est joué par Alexandre Zbrouïev qui n'avait pratiquement plus joué depuis dix ans. 
Son film Les éléphants peuvent jouer au football (Слоны могут играть в футбол) est sélectionné en compétition officielle au festival Kinotavr 2018.

## Filmographie

### Réalisateur

#### Courts et moyens métrages
- 2011 : Le monde des boulons (Мир крепежа) (moyen métrage)
- 2013 : Les brebis (Овцы) (court métrage)
- 2013 : Quelles sont nos actions? (Какие наши действия?) (court métrage)

#### Longs métrages
- 2006 : Franz + Polina (ru) (Франц + Полина)
- 2012 : Récits (Рассказы)
- 2014 : Film sur Alexeev (Кино про Алексеева)
- 2018 : Les éléphants peuvent jouer au football (ru) (Слоны могут играть в футбол)
- 2020 : Plus profond ! (Глубже!)

### Scénariste
Outre le film suivant, Mikhaïl Segal est scénariste des films qu'il réalise, à l'exception de Les éléphants peuvent jouer au football.
- 2013 : GQ d'Andreï Merzlikine (court métrage)

### Acteur
- 2006 : Franz+Polina : commissaire
- 2014 : Film sur Alexeev : touriste

### Compositeur
- 2014 : Film sur Alexeev

## Distinctions

### Prix et participation à des festivals deFranz+Polina
- 2006 — Meilleurs débutant et meilleur travail de photographie au festival Listapad de Minsk, Biélorussie
- 2007 — Grand Prix du Festival du film de Cabourg (France)
- 2007 — Grand Prix du meilleur film et prix pour la meilleure musique au festival  FIPA d'or de Biarritz, France
- 2007 — Prix FIPRESCI Fédération internationale de la presse cinématographique à Genève Suisse
- 2007 — Prix du meilleur rôle masculin au «13th Shanghai TV Festival» (Shangaï, Chine)

### Prix et festivals du filmRécits
- 2012 — XXIII Kinotavr : Prix du meilleur scénario
- 2012 — Grand Prix du festival Vive le cinéma en Russie à Saint-Pétersbourg
- 2013 — Nommé comme meilleur scénario au Nika en Russie

### Prix et festivals auFilm sur Alexeev
- 2014 : XXVe Kinotavr : sélection en compétition officielle
- 2014 : Prix Zalatoï Oriol  pour le meilleur rôle masculin à Alexandre Zbrouïev